# Eugen von Hirschfeld
Pour les articles homonymes, voir Hirschfeld.
Karl Dietrich Eugen von Hirschfeld (né le 14 mars 1784 à Halberstadt et mort le 16 janvier 1811 à Pla de Cabra, Catalogne) est un officier prussien qui s'est fait connaître dans les États allemands et en Espagne pendant les guerres napoléoniennes.

## Biographie

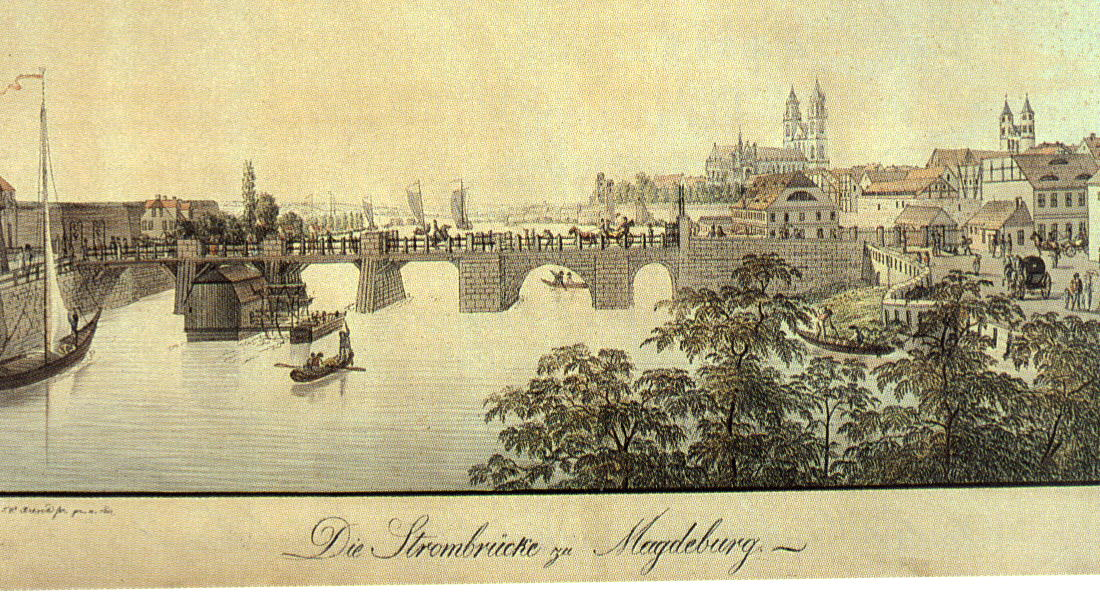
La forteresse westphalienne de Magdebourg avec le pont du fleuve de Magdebourg en 1810

Eugen von Hirschfeld est le fils aîné du général prussien Karl Friedrich von Hirschfeld issu de son premier mariage avec Karoline Friederike Philippine von Faggyas (1761-1795). Quatre de ses frères deviennent généraux : Alexander Adolf (1787-1858), Moritz (1790-1859), Ferdinand (1792-1863) et Karl (1800-1878). Il grandit à Gatersleben. En octobre 1794, Hirschfeld sert comme enseigne dans le 21e régiment d'infanterie "Duc de Brunswick". Promu lieutenant en janvier 1799, il rejoint le 1er bataillon du corps de la Garde à Potsdam en janvier 1803, où il suit les cours dispensés par Gerhard von Scharnhorst à l'Académie des jeunes officiers d'infanterie et de cavalerie. En juillet 1804, il est transféré au 7e régiment de hussards Köhler à Kutno.

### Corps franc dans la guerre de 1806-07
Dans la guerre franco-prussienne de 1806/07, Hirschfeld participe à la bataille perdue d'Iéna et à la retraite sous les ordres de Blücher, où il est blessé à la tête dans une bataille de Werben. Lorsque Ratekau capitule en novembre 1806, Hirschfeld échappe à la captivité. Guéri, il atteint la forteresse de Colberg. Son frère cadet, le lieutenant d'infanterie Alexander Adolf von Hirschfeld, y est également arrivé. Tous deux rejoignent le corps franc Schill. Pour leur père, d'abord libéré de la captivité française, il en résulte une incarcération dans la forteresse française de Magdebourg jusqu'à la conclusion de la paix en juin 1807.
En décembre 1806, les frères quittent Colberg pour créer leur propre corps franc à Stargard sous le commandement d'Eugen, qui doit mener la Petite Guerre de Poméranie vers la Nouvelle-Marche et en Silésie. Le corps franc se compose de 200 soldats rançonnés, dont les trois quarts sont de la cavalerie. En janvier 1807, il tend une embuscade aux transports français gelés dans l'Oder, la Warthe et la Netze en route vers Thorn. À Altküstrinchen, Hirschfeld s'empare un important transport d'armes et de munitions, suivi de la destruction de 15 600 fusils destinés aux insurgés polonais à Landsberg-sur-la-Warthe. À Crossen-sur-l'Oder, Hirschfeld coule quatre navires chargés de boulets de canon et de bombes.
Ce mouvement incite le haut commandement français à déplacer des régiments entiers au détriment du théâtre principal de la guerre en Prusse-Orientale. Après avoir cloué 57 canons destinés au siège de Breslau dans la ville de Sagan conquise le 15 février 1807, le corps franc est dispersé fin février près de Christianstadt-sur-la-Bober (de) fin février. Après une courte captivité, Eugen von Hirschfeld s'échappe vers la forteresse assiégée de Glatz, où il se place sous le commandement du comte Götzen.
Au début du mois d'avril 1807, Hirschfeld se rend à Halberstadt avec l'autorisation expresse du roi Frédéric-Guillaume III afin d'explorer, à l'arrière des Français, la possibilité d'un soulèvement d'officiers et de soldats prussiens désarmés. Le résultat est un plan d'Hirschfeld pour la reconquête de la forteresse de Magdebourg. L'action doit être reportée car les Français commencent à évacuer les stocks d'armes de Magdebourg. Lorsqu'ils remarquent Hirschfeld, il est retourné à Glatz pour rejoindre son corps franc reconstitué. En juin 1807, juste avant l'armistice, il s'empare de Liegnitz et est encerclé. Hirschfeld obtient, contre la promesse de déposer les armes sur place, de partir librement rejoindre l'armée principale en Prusse-Orientale. Après la paix de Tilsit, il est décoré de l'ordre Pour le Mérite et promu en mars 1808 au grade de cavalier d'état-major de l'armée, mais ne reçoit pas de poste.
La littérature romanesque et le folklore du XIXe siècle transmettent qu'Eugen von Hirschfeld et Heinrich von Wedel (de) (1784-1861) ont tenté d'assassiner Napoléon à coups de pistolet lors de l'Entrevue d'Erfurt en octobre 1808 dans le Rautal (de) au bord du champ de bataille d'Iéna, mais qu'ils y ont renoncé car il est trop proche du tsar Alexandre Ier dans la voiture. Cette tentative d'assassinat, qui est également attribuée à d'autres, n'est pas prouvée et appartient probablement au domaine de la légende.

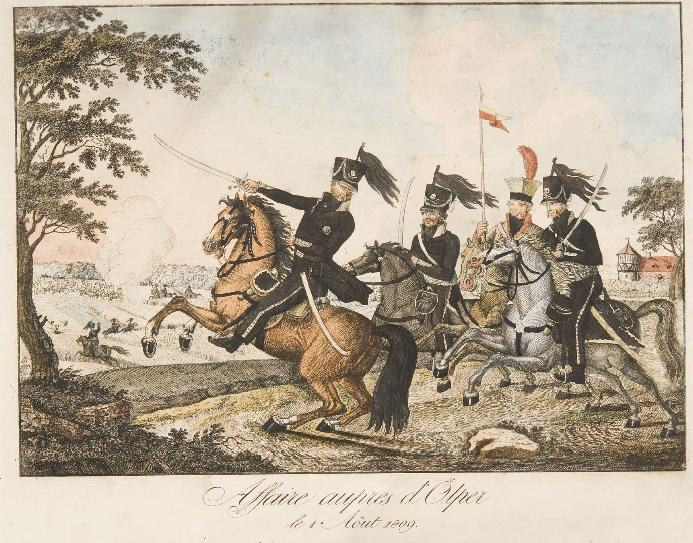
La bataille d'Ölper, représentation contemporaine

### Lors du soulèvement de Dörnberg
À la suite de la paix de Tilsit, le siège de la famille Hirschfeld se trouve dans le royaume de Westphalie. Depuis la Prusse, Eugen utilise ses relations locales pour conspirer contre les occupants français. Son frère cadet, Moritz von Hirschfeld, se joint à lui. En contact permanent avec des officiers prussiens actifs, ils préparent un soulèvement. Les activités sont coordonnées par un comité secret à Berlin autour du commandant de la ville, Ludwig von Chasôt (de). Derrière lui se trouvent, par l'intermédiaire de Friedrich Schleiermacher, des membres influents du parti réformateur autour du couple royal résidant à Königsberg, dont Gneisenau, Scharnhorst, Grolman et Schill. Les vastes planifications de la guerre populaire à mener dans tous les États allemands prévoient, dans le cadre du soulèvement de Dörnberg, une occupation de la forteresse de Magdebourg par des francs-tireurs sous la direction de Friedrich von Katte et les frères Hirschfeld à la manière d'un coup de main.
Lorsqu'en avril 1809, l'Autriche entame contre la France la guerre attendue, la révolte va éclater. À la veille de la guerre, Hirschfeld a reçu le 30 mars 1809 le congé demandé de l'armée prussienne.
Dès la phase de préparation immédiate, l'élément de surprise a été perdu, probablement à cause de la défaillance de quelques initiés, et le projet a dû être abandonné à la dernière heure. Alors que Katte s'apprête à partir le 2 avril, Eugen est convoqué à Berlin par Anton Wilhelm von L'Estocq, le successeur de Chasôt déchu. Il revient avec l'ordre de dissoudre sa formation déjà rassemblée à Burg, mais ne peut empêcher les Français, alertés entre-temps, de la disperser et de faire quelques prisonniers. Quatorze d'entre eux sont fusillés. Les frères Hirschfeld s'échappent. Ils se cachent au château d'Eichenbarleben (de), d'où ils peuvent s'enfuir en territoire prussien avec l'aide de leur parente Minettchen von Alvensleben (1777-1852).

### Dans la Schwarzen Schar
Peu après, Eugen et Moritz von Hirschfeld se rendent en Bohême avec Katte pour rejoindre la Schwarze Schar du duc Frédéric-Guillaume de Brunswick-Wolfenbüttel. Le duc confie à Eugen von Hirschfeld le commandement de la cavalerie d'arrière-garde. Après la bataille d'Ölper, Brunswick se tourna vers Celle. À Elsfleth et Brake il réussit à s'embarquer pour l'Angleterre. Il a envoyé Hirschfeld à la tête d'un détachement pour distraire les poursuivants à Hambourg comme chef d'un détachement pour distraire les poursuivants. De là, les frères atteignent Londres. Sur recommandation de Brunswick, Eugen s'engage dans l'armée britannique en tant que major.

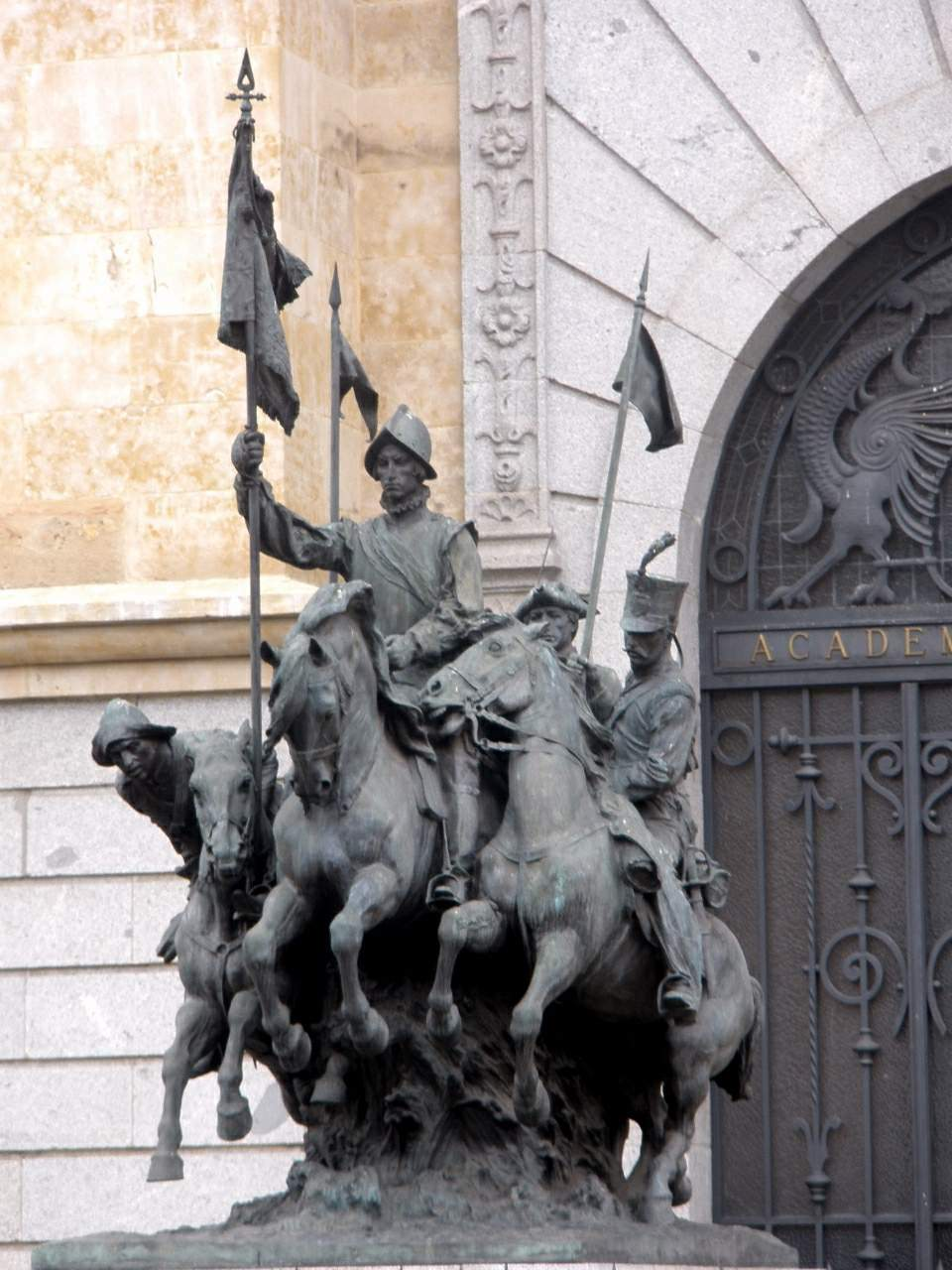
Un monument de Mariano Benlliure (1862–1947) devant l' Academia de Caballería de Valladolid est dédié au régiment de cuirassiers d'Alcantara; le cavalier à droite porte l'uniforme de 1811 (photo de 2014)

### En Espagne
En juin 1810, Eugen von Hirschfeld reçoit l'autorisation de poursuivre le combat contre Napoléon dans les rangs de l'armée espagnole sur le théâtre de guerre ibérique avec la moitié de son solde. Il se rend à Cadix, le « Rempart de la Liberté », siège de la Junta Suprema Central et lieu de réunion des Cortes Constituantes. La capitale assiégée de l'Espagne est le point de rencontre des ressortissants des états allemands qui veulent continuer à se battre après les soulèvements ratés de 1809, comme Karl von Grolman et Leopold von Lützow.
Moritz von Hirschfeld, qui a reçu l'examen d'officier du duc de Brunswick à Londres, suit son frère à Cadix. Les frères Hirschfeld reçoivent des postes d'officiers dans le régiment de cavalerie "Alcántara" en Catalogne, qu'ils atteignent en octobre 1810 par voie maritime à travers la Méditerranée.
Le régiment est chargé de repousser les tentatives des Français de se soulager dans la zone plus large entourant Barcelone occupée par les Français, qui est encerclée par les Espagnols. Eugen von Hirschfeld profite de son expérience de la Petite Guerre. Après un succès contre l'avance française à Tàrrega. Le 3 janvier 1811, il est salué comme colonel teniente et Moritz comme capitano dans la Gazeta officielle gouvernementale Gazeta de la Regencia de España e Indias. Le 14 janvier 1811, Eugen, devenu colonel, à la tête de l'avant-garde du général Pedro Sarsfield (es) (1779-1837), attaque avec succès la division française Palombini près du Pla de Cabra. Cela décide de la bataille dans laquelle tombe le général français François Orsatelli, dit Eugène (1768-1811). Eugen von Hirschfeld est  blessé de deux coups de couteau au côté gauche du corps. Il meurt le lendemain à Pla de Cabra dans les bras de son frère.
Il est enterré dans l'église de Sant Ramon. L'épée, les éperons et les gants d'Eugen von Hirschfeld sont solennellement placés dans la cathédrale de Santa María à Tarragone. Lorsque le major prussien Urban von Hirschfeld se rend en Espagne en 1860, la haute réputation des frères Hirschfeld est évidente. La reine Isabelle II fait défiler devant lui le régiment d'Alcantara, dans lequel son père et son oncle ont servi.
Son frère Moritz prend le journal anonyme d'Eugen von Hirschfeld et le poursuit avec le sien, également anonyme. Après la bataille de Sagonte le 25 octobre 1811, il est pris à Moritz von Hirschfeld, supposé mort, et entre en possession de Palombini (1774–1850), qui est cette fois victorieux. En 1843, en tant que lieutenant maréchal à la retraite dans l'armée autrichienne, Palombini vit dans la province de Saxe au château de Grochwitz (de), dont sa femme a hérité. À côté se trouve le domaine de Wiederau, d'où vient la femme de Moritz von Hirschfeld, Ida von Kamptz. En conversation avec elle, Palombini a pu identifier les auteurs et envoie le journal à Moritz von Hirschfeld. Après sa mort, son ami Heinrich von Holleben le publie.